# The Newkingztape Vol. 1
The Newkingztape Vol. 1 è il primo mixtape del rapper italiano Inoki, pubblicato nel 2006 dalla Relief Records.

## Descrizione
Il disco è costituito da inediti, freestyle, brani dal vivo e remix che compongono un disco di circa un'ora e venti. In esso sono presenti numerose collaborazioni con altri artisti appartenenti alla scena hip hop italiana, tra cui i Co'Sang, Gué Pequeno, Amir e Noyz Narcos.
L'album contiene inoltre due versioni differenti del brano Bolo by Night, di cui una cantata in inglese, francese e in italiano.

## Tracce
1. Intro (feat. Tek Money, scratches by DJ Locca e DJ Shablo)
2. Bolo by Night (Newkingz Remix) (feat. Lil' Dap & Tek Money)
3. Immagina (feat. TaNdDem)
4. Freestyle 17 06 2004 (feat. Afrob & Tek Money)
5. Il tempo (feat. Mic Meskin, Lamaislam e Nunzio)
6. Grandine (feat. Co'Sang)
7. Freestyle (feat. Gué Pequeno)
8. Mama Africa (feat. Tek Money)
9. Lo facciamo così (feat. Stokka & MadBuddy)
10. Karatecnics (feat. Micronauti (Esa & Zippo))
11. Perle ai porci (feat. Gianni KG)
12. Per un bis (feat. Mistaman, Sandro, Frank Siciliano)
13. Cosa sta succedendo a Inoki?
14. Cerchi noi (feat. Thug Team)
15. Non mi avrete mai
16. Il mazz (feat. Mic Meskin)
17. Vogliono farci del male (feat. Nest & Lady Tambler)
18. House Party (feat. Tek Money & Ask)
19. Calabria bella sto' (feat. Turi & Kiave)
20. Ve famo sta' zitti (feat. Amir & Duke Montana)
21. Rom Connection (feat. Il Turco, Noyz Narcos, G-Max, Piotta, Chicoria & Gel)
22. Freestyle (feat. Bassi Maestro)
23. È un gran viaggio RMX (feat. Jack the Smoker, Asher Kuno & Mondo Marcio)
24. Bolo by Night RMX (feat. OneMic)
25. Troppo vero (feat. Ask)
26. Mandaci in classifica (feat. Ov)
27. Bolo Stand Up
28. Giorno e notte (feat. Joe Cassano, scratches by DJ Double S)
29. 07 agosto 2005 (speciale per ADIAM)